# Hofkirchen im Mühlkreis
Hofkirchen im Mühlkreis – gmina targowa w Austrii, w kraju związkowym Górna Austria, w powiecie Rohrbach. Liczy 1465 mieszkańców (1 stycznia 2015).